# Индустријска зона Прошути (Удине)
Индустријска зона Прошути је насеље у Италији у округу Удине, региону Фурланија-Јулијска крајина.
Према процени из 2011. у насељу је живело 40 становника. Насеље се налази на надморској висини од 162 м.